# Антонович Олександр Трифонович
Олександр Трифонович Антонович (рос. Александр Трифонович Антонович) — російський воєначальник, генерал-майор Білої армії.

## Освіта
Випускник Академії Генерального штабу (1907).

## Участь у Громадянській війні
У квітні 1919 року призначений начальником Томських військово-окружних училищних курсів, згодом Томського військового училища. У червні 1919 року 3-й генерал-квартирмейстер при Ставці Верховного головнокомандувача адмірала О. В. Колчака . Здобув звання генерал-майора. З 12 квітня до 12 грудня 1920 року начальник штабу сухопутних і морських сил Приморської області. У 1922 році потрапив у полон до більшовиків у Владивостоці. За деякими відомостями загинув у Красноярській в'язниці.